# 2008年夏季奥林匹克运动会塞拉利昂代表团
2008年夏季奥林匹克运动会塞拉利昂代表团会参加2008年8月8日至24日在中国北京主办的第29届夏季奥运。

## 田徑
- Solomon Bayoh
- Michaela Kargbo

## 拳擊
- Saidu Kargbo